# Valle de Valdelucio
Valle de Valdelucio és un municipi de la província de Burgos a la comunitat autònoma de Castella i Lleó. Forma part de la comarca de Páramos.

## Divisió administrativa
Inclou les pedanies de:
- Corralejo
- Escuderos
- Fuentecaliente de Lucio
- Llanillo, que inclou Mundilla.
- Pedrosa de Valdelucio
- Quintanas de Valdelucio
- Renedo de La Escalera
- Riba de Valdelucio, que inclou Barrio-Lucio.
- Solanas de Valdelucio
- Villaescobedo

## Demografia
| 1842 |  | 1857 |  | 1860 |  | 1877 |  | 1887 |  | 1897 |  | 1900 |  | 1910 |  | 1920 |  | 1930 |  | 1940 |  | 1950 |  | 1960 |  | 1970 |  | 1981 |  | 1991 |  | 2001 |
| ---- |  | ---- |  | ---- |  | ---- |  | ---- |  | ---- |  | ---- |  | ---- |  | ---- |  | ---- |  | ---- |  | ---- |  | ---- |  | ---- |  | ---- |  | ---- |  | ---- |
| 344  |  | 1166 |  | 1159 |  | 1187 |  | 1374 |  | 1271 |  | 1282 |  | 1378 |  | 1402 |  | 1473 |  | 1554 |  | 1576 |  | 1318 |  | 822  |  | 482  |  | 368  |  | 352  |

| 1991 |  | 1996 |  | 2001 |  | 2004 |
| ---- |  | ---- |  | ---- |  | ---- |
| 432  |  | 388  |  | 352  |  | 350  |